# T-Amp
Il T-Amp è stato un amplificatore audio in Classe D prodotto dall'azienda Sonic Impact e basato sul microchip TA2024 prodotto da Tripath, azienda fondata dal progettista elettronico Adya Tripathi. Il T-Amp divenne noto nel campo della riproduzione in alta fedeltà date le sue buone prestazioni e il costo molto ridotto.
Per estensione, con la dicitura T-Amp si sono identificati diversi amplificatori basati su microchip della stessa serie. Il Tripath TA2020, in particolare, è stato inserito dalla rivista IEEE Spectrum tra i 25 microchip più innovativi della storia. La tecnologia del T-Amp fu definita da Tripath Classe T per distinguerla dalla classe D a modulazione di larghezza d'impulso (PWM) diffusa all'epoca, pur trattandosi nei fatti di una variante della classe D stessa. A partire dagli anni 2000, diverse tecniche avanzate di amplificazione in classe D sono state sviluppate e adottate dai principali fabbricanti di semiconduttori come Texas Instruments e STMicroelectronics.

## Sonic Impact T-Amp

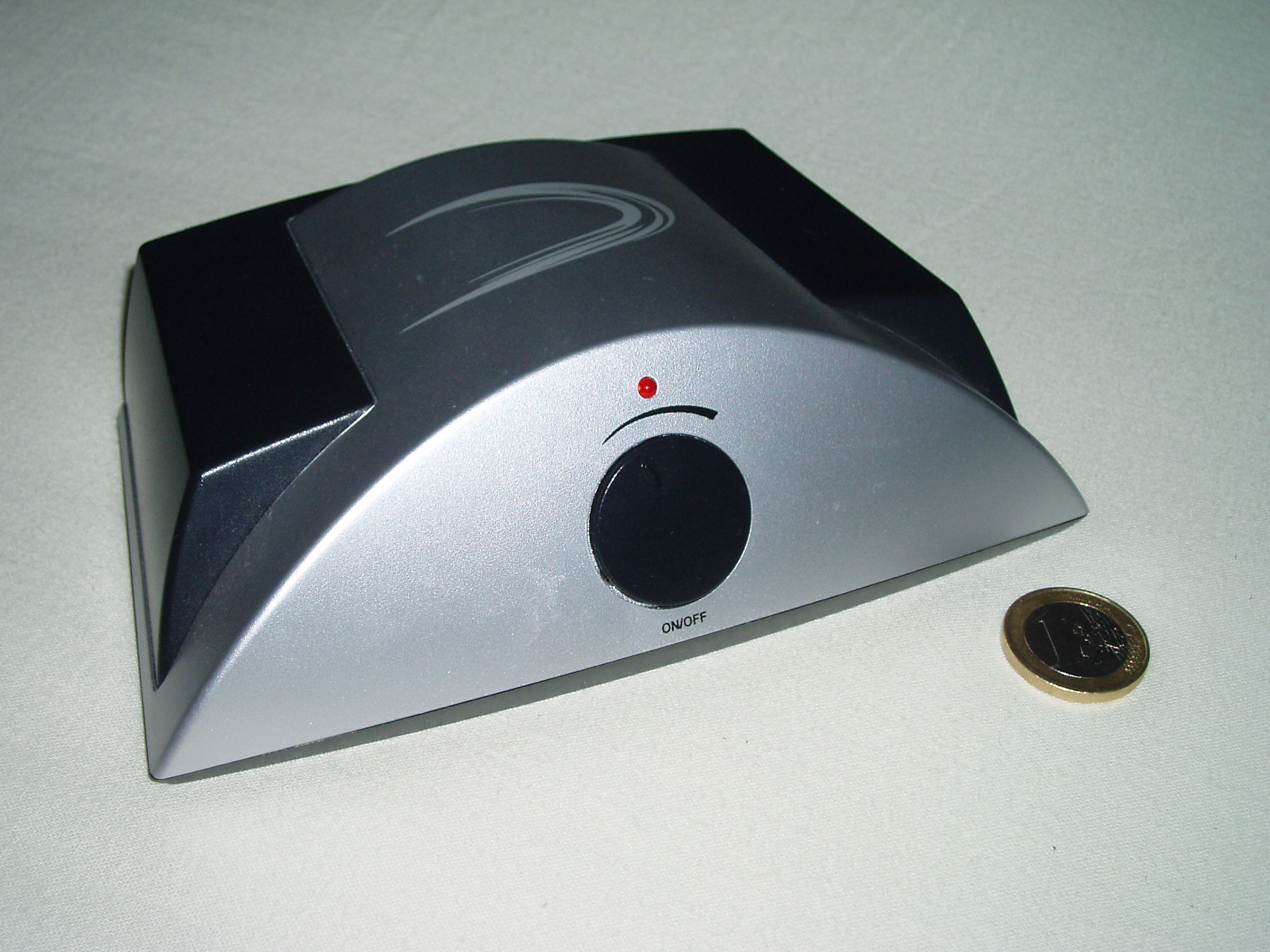
Il frontale, con il potenziometro del volume

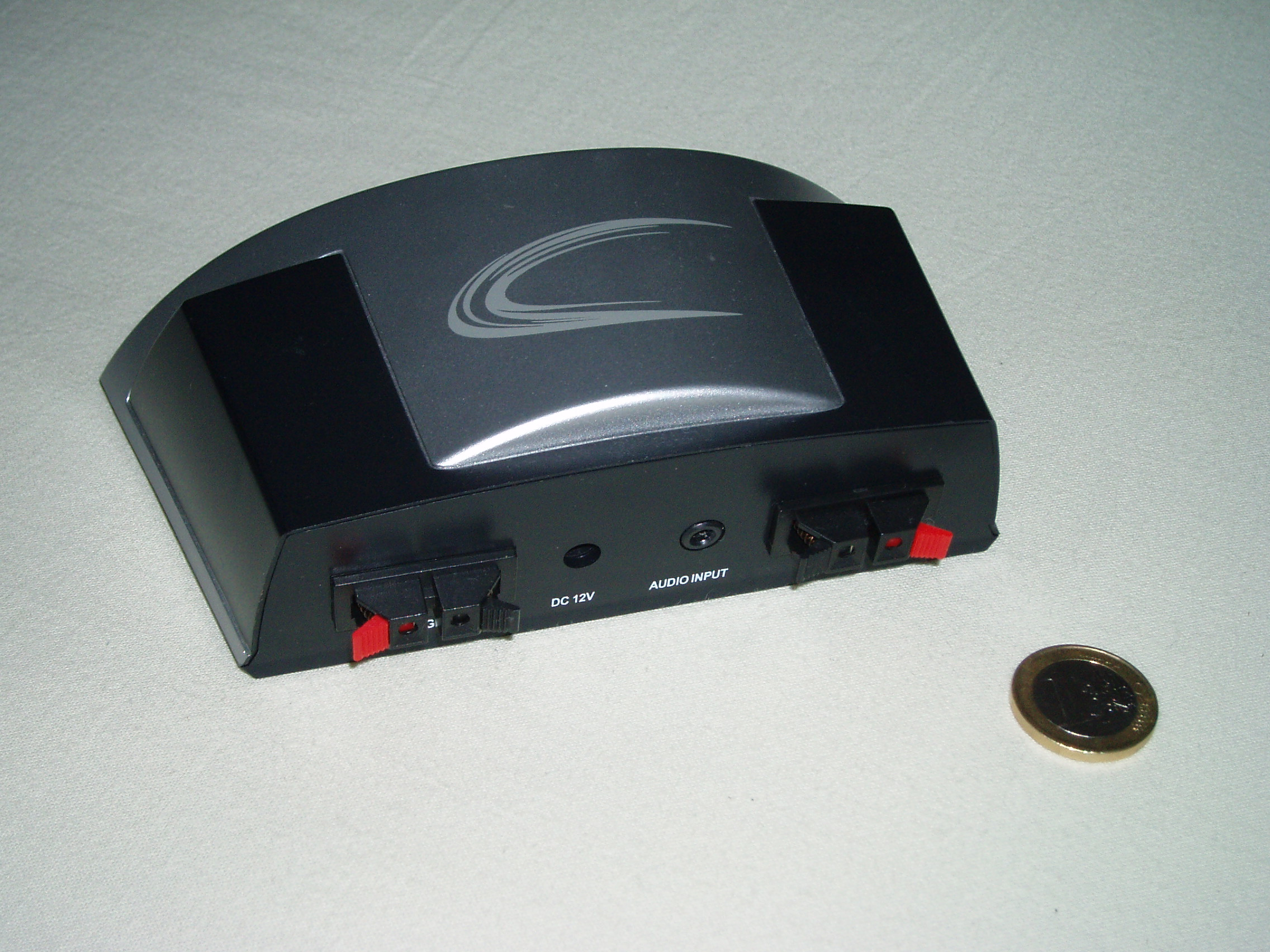
Il retro, con i connettori di ingresso e uscita

Il dispositivo T-Amp offriva un'amplificazione con potenza continua di 6 watt su due canali attestati su impedenza di 8 Ω, 9 W su una impedenza di 4 Ω. Poteva funzionare con 8 batterie di tipo AA, disponendo di una sola connessione mini-jack per l'ingresso audio di linea, di una connessione per l'alimentazione a 12 volt (massimo 14 volt) e di quattro connettori a molla per i cavi dei diffusori acustici.

## Caratteristiche tecniche
- Potenza con batterie: 9 watt/canale su 4 ohm - 6 watt/canale su 8 ohm - 15 watt/canale con THD del 10%, su 4 ohm
- Potenza con alimentatore esterno: 15 watt/canale su 4 ohm
- THD: 0.04% (@ 1 kHz, 9 watt, 4 ohm)
- Gamma dinamica: 102 dB
- Peso: 300 grammi circa, batterie escluse
- Dimensioni: 16 (L) x 10 (A) x 8 (P) (cm)
- Alimentazione minima: 12 volt su 1 ampere
- Alimentazione consigliata: 13,8 volt (alimentazione dei dispositivi radio-amatoriali) su 3 ampere

### Prestazioni
L'elemento di maggior interesse di questo amplificatore è l'elevata qualità sonora unita al costo irrisorio di acquisto: sull'onda del successo del T-Amp, riviste di alta fedeltà di tutto il mondo hanno prodotto recensioni, la maggior parte molto positiva sulla validità audiofila dell'oggetto, con qualche eccezione.
In particolare i suoi sostenitori affermano che questo amplificatore produce un suono con un'alta qualità timbrica, un dettaglio elevato e un'ottima ricostruzione dell'immagine virtuale. Date le succitate peculiarità, il soprannome che i suoi sostenitori hanno utilizzato per questo amplificatore è l'"ammazza giganti", in quanto con una spesa irrisoria compete con apparecchi enormemente più costosi.
Al contrario, i suoi detrattori sostengono che il suono del T-Amp non è in grado di riprodurre correttamente le frequenze sonore più basse a causa del fattore di smorzamento mediocre e di ridotta capacità di erogare corrente, che l'immagine sonora è  irrealistica (proiettata in avanti), che la componentistica di basso livello utilizzata influisce sulla qualità del suono finale. In certi casi, alcuni rari recensori si sono spinti fino a definire "fastidioso" il suono del T-Amp.

### Tweaking
Numerosi appassionati di elettronica hanno implementato modifiche al  T-Amp con l'intento di migliorarne le caratteristiche di amplificazione e la curva di risposta in frequenza che risente troppo delle variazioni di impedenza del diffusore utilizzato.  
Su internet sono disponibili decine di progetti amatoriali che promettono di migliorare le prestazioni del T-Amp e che consistono più che altro nella sostituzione dei condensatori con altri di qualità superiore e nella realizzazione più attenta del filtro all'uscita che serve per eliminare segnali non desiderati fuori dalla banda audio senza però comprometterla.

## Super T-Amp
Esiste in vendita, sempre dal produttore Sonic Impact, anche una versione evoluta del T-Amp: il "Super T-Amp". Questo dispositivo è inserito in un corpo metallico e lo studio della disposizione dei componenti è eseguito in modo da ridurre le interferenze. Ha un costo maggiore della versione base e le opinioni sull'effettivo miglioramento del risultato sonoro sono molto discordanti.